# Manu Ginóbili
Emanuel David „Manu“ Ginóbili Maccari (* 28. července 1977, Bahía Blanca, Argentina) je profesionální argentinský basketbalista, hrající v letech 2002-2018 za tým San Antonio Spurs v NBA. Jde o jednoho ze dvou hráčů na světě, který vyhrál Euroligu, Olympiádu a NBA. V té celkem čtyřikrát vyhrál titul. V San Antoniu Spurs byli s Tonym Parkerem a Timem Duncanem známí jako "Big Three" (Velká Trojka).
S argentinskou reprezentací získal Ginóbili zlato na olympiádě v Aténách 2004, kde byl vyhlášen nejužitečnějším hráčem turnaje.

## Kariéra
- 1995–1996	Andino Sport Club
- 1996–1998	Estudiantes de Bahía Blanca
- 1998–2000	Viola Reggio Calabria
- 2000–2002	Virtus Bologna
- 2002-2018 San Antonio Spurs